# Paolo Camillo Landriani
Ne pas confondre avec le peintre et architecte italien Paolo Landriani (1755 ou 1757-1839).
Paolo Camillo Landriani dit Il Duchino (né en 1562 à Ponte in Valtellina, dans la province de Sondrio en Lombardie, et mort en 1618 à Milan) est un peintre italien de la Renaissance tardive actif à Milan.

## Biographie
Paolo Camillo Landriani a d'abord été, à Milan, l'élève du peintre génois Ottavio Semini, ce qui fera distinguer son style de celui de ses contemporains lombards.
Il est noté dans l'édification du dôme de Milan, entre 1602 et 1617, et aussi dans la fondation de la maison des Capucins  en 1603.

## Œuvres
- Nativité, église Sant' Ambrogio, conservée au musée du Castello Sforzesco de Milan
- l Vergine incoronata dalla SS. Trinità au Santuario della Madonna della Misericordia di Gallivaggio[1] en Valchiavenna, province de Sondrio (1606)
- Saint Jérôme, huile sur toile de  123,8 cm × 99,1 cm
- Esquisse pour le retable de la chapelle du Rosaire de San Giorgio Piacentino
- Maître-autel à Vertemate con Minoprio
- Plafond de l'ancien  Teatro Regio Ducale (détruit par le feu et maintenant reconstruit en  Scala), Milan

Paolo Camillo Landriani a participé au cycle monumental des Quadroni di San Carlo.